# Joan Bellavista i Ramon
Mossèn Joan Bellavista i Ramon (Parets del Vallès, 28 de setembre del 1928 - L'Ametlla del Vallès, 11 de febrer del 2010), fou un historiador i investigador de la litúrgia cristiana amb multitud de publicacions realitzades.
Tot i haver nascut a Parets, de ben petit es va traslladar a l'Ametlla del Vallès, on va residir fins a la seva mort. L'any 1941 ingressà al Seminari Menor de Barcelona i després al Seminari Major. En els anys de Seminari conegué els grans teòlegs del moviment litúrgic: Guéranger, Martimort, Guardini, etc. Es va llicenciar en teologia a la Universitat de Roma La Sapienza i es doctorà posteriorment en l'especialitat de litúrgia per la Universitat de París. Apassionat per la història, es va doctorar en història medieval per la Universitat de Barcelona. Va ser ordenat prevere el 28 de juny del 1953 a la parròquia de Sant Andreu del Palomar de Barcelona, on s'inicià com a vicari i va exercir com a sacerdot de la diòcesi de Barcelona. Enviaren gairebé tres anys a Premià de Mar, i a diferents parròquies de Barcelona ciutat: Sant Llorenç (1955), Sant Pau del Camp (1956) i Sant Martí de Provençals (1957). Fou rector a Santa Maria de Gràcia, Santa Eulàlia de Ronçana i Sant Genís de l'Ametlla del Vallès, la qual sempre conjugava amb la investigació litúrgica. Durant molts anys va ser professor de la facultat de Teologia de Barcelona i de l'institut Superior de Litúrgia de Barcelona, del qual va ser director durant deu anys. Va ser membre de la Societat Catalana d'Estudis Litúrgics, adscrita a l'Institut d'Estudis Catalans.
Van estar present a la jornada de Joventut de la JAC a Mataró i Barcelona en època del bisbe Modrego.
Va ser el creador i impulsor de la revista Amindola, amb una temàtica centrada en temes d'història i costums locals de l'Ametlla del Vallès.
Va estar durant molts anys en la llista dels possibles bisbes auxiliars. Col·laborà també activament en la redacció del llibre Monicions i pregàries per a la santa missa (1958), que a la vegada és el fet fundacional del Centre de Pastoral Litúrgica (CPL) de Barcelona, amb mossèn Pere Tena (després bisbe auxiliar), Pere Farnés i un grup de preveres barcelonins. Sempre ha estat considerat com un dels membres fundadors del CPL. i en fou el president del 1973 al 1982. Apassionat per la història, es va doctorar en història medieval per la Universitat de Barcelona. L'any 1960 es matriculà a la Università Lateranense de Roma, on es llicencià en teologia, però atès el seu interès per la litúrgia decidí continuar els seus estudis a l'Institut Supérieur de Liturgie de París, adscrit a l'Institut Catholique. Després començà la seva tasca com a professor al Seminari Major de Barcelona, a la Facultat de Teologia i a l'Institut Superior de Litúrgia, i en fou director durant més de deu anys. Va ser membre de la Societat Catalana d'Estudis Litúrgics, adscrita a l’Institut d'Estudis Catalans.
Recuperà la devoció a la Mare de Déu de Puiggraciós, a la comarca del Vallès, on va fer de capellà durant molts anys. En aquest temps una comunitat de quatre monges benedictines en tenien cura tant del culte com del santuari. Aconseguí la reconstrucció del cambril i la reforma del presbiteri. Estudià història a la Universitat de Barcelona, on es doctorà l'any 1980. De mossèn Joan Bellavista deien: Va ser un home molt llest i intel·lectual, era un gran teòleg. Obert a les opinions de tothom, sabia escoltar molt. Fervent seguidor de la JAC, amb el llibre que proposava el moviment, feia la revisió de vida en les reunions de grup. Va fer augmentar la quantitat de gent a les reunions, perquè a qualsevol dubte religiós ell hi donava una explicació coherent i actualitzada. Això va fer que vinguessin per preguntar-li sobre assumptes religiosos però barrejats amb la política i els capellans. Però ell en sabia un munt i donava respostes molt coherents. Va ser un gran pare espiritual. Molt sovint. Tenia gran personalitat i era una persona molt forta. Sempre que el necessitaves el trobaves. Va ajudar molt espiritualment, en una època molt difícil, era un gran confessor.
Morí l'11 de febrer del 2010 a l'Ametlla del Vallès, després d'una sobtada malaltia.
Té més de 70 obres publicades, sobretot de litúrgia.

## Obres
- TENA, Pere I BELLAVISTA I RAMON, Joan. Guía homilética del leccionario dominical.  Barcelona: Centre de Pastoral Litúrgica de Barcelona, 1977. ISBN 8474670241.[Enllaç no actiu]
- Joan Bellavista Ramon. Un Còdex litúrgic barceloní: edició i estudi del Ms. de la Bibl. Vat., Lat. 3542, 1980.[Enllaç no actiu]
- Pierre Jounel, Joan Bellavista Ramon. Centre de Pastoral Litúrgica. La Fiesta de Pascua y el tiempo pascual, 1998. ISBN 8474674808.
- Joan Bellavista Ramon.. Ajuntament de l'Ametlla del Vallès. L'Ametlla del Vallès: una parròquia, un poble. Orígens històrics (segles IX-XII), 2007 (Quaderns de l'Ametlla). ISBN 9788493379872.
- Joan Bellavista i Ramon. El Sagramentari de Barcelona. Edició i estudi del manuscrit de la Biblioteca Apostòlica Vaticana, Vat. Lat. 3547, 1994. ISBN 84-86065-29-1.
- Articles a la Revista Catalana de Teologia